# ویلاجیو مال
ویلاجیو مال یک مرکز خرید است که در منطقه اسپایر در منطقه غربی دوحه، پایتخت قطر واقع شده‌است. این مرکز که دارای بیش از ۲۰۰ فروشگاه می‌باشد بسیاری از مارک‌های معروف در بازارهای ایالات متحده، انگلستان، ایتالیا و آلمان را در خود جای داده‌است.